# Dries De Bondt
Dries De Bondt (Bornem, 4 de julio de 1991) es un ciclista belga, miembro del equipo Decathlon AG2R La Mondiale Team.

## Palmarés
2015
- Gran Premio Stad Sint-Niklaas

2016
- 1 etapa de la Ronde de l'Oise
- Halle-Ingooigem

2019
- Halle-Ingooigem
- Memorial Rik Van Steenbergen

2020
- 1 etapa de la Estrella de Bessèges
- Campeonato de Bélgica en Ruta

2021
- Premio de la combatividad del Giro de Italia[2]

2022
- 1 etapa del Giro de Italia

2023
- Antwerp Port Epic

## Resultados en Grandes Vueltas
| Carrera | Carrera         | 2014 | 2015 | 2016 | 2017 | 2018 | 2019 | 2020 | 2021 | 2022  | 2023 | 2024 | 2025  |
| ------- | --------------- | ---- | ---- | ---- | ---- | ---- | ---- | ---- | ---- | ----- | ---- | ---- | ----- |
|         | Giro de Italia  | —    | —    | —    | —    | —    | —    | —    | 91.º | 109.º | —    | —    | 128.º |
|         | Tour de Francia | —    | —    | —    | —    | —    | —    | —    | —    | —     | —    | —    | —     |
|         | Vuelta a España | —    | —    | —    | —    | —    | —    | —    | —    | —     | —    | —    | —     |

—: no participa
Ab.: abandono